# Nowosilśke (Krym)
Nowosilśke (ukr. Новосільське, ros. Новосельское, Nowosielskoje) – wieś na Ukrainie, w Autonomicznej Republice Krymu (de iure stanowiącej integralną część państwa ukraińskiego, w 2014 anektowanej przez Rosję i odtąd funkcjonującej jako Republika Krymu), w rejonie czornomorskim. W 2001 liczyła 2523 mieszkańców, wśród których 287 wskazało jako ojczysty język ukraiński, 2102 rosyjski, 115 krymskotatarski, 2 mołdawski, 2 bułgarski, 7 białoruski, 1 ormiański, 1 gagauski, a 6 inny. Według spisu ludności przeprowadzonego przez okupacyjne władze rosyjskie populacja wsi w 2014 wynosiła 2424 osoby.